# Форвертс (футбольный клуб, Штайр)
Форвертс — австрийский футбольный клуб из города Штайр.

## История
СК «Форвертс Штайр» был основан 14 апреля 1919 года. Первый матч был сыгран 15 июня 1919 года с клубом ЛАСК, который закончился в ничью 2:2.
В 1995 году долги клуба составляли 15 миллионов шиллингов, в итоге в 1999 году клуб обанкротился. С 2011 года принимает участие в Региональной Лиге (Центр), которая является частью третьего дивизиона Австрийской футбольной Лиги. В сезоне 2017/18 занял третье место в Региональной лиге, что позволило подняться дивизионом выше, во Вторую лигу.

## Достижения
- Финалист Кубка Австрии: 1948/49

## История выступлений в еврокубках
| Сезон | Турнир          | Раунд | Страна                 | Клуб              | Результат |
| ----- | --------------- | ----- | ---------------------- | ----------------- | --------- |
| 1991  | Кубок Митропы   | Гр    | Флаг Италии            | Торино            | 0-1       |
| 1991  | Кубок Митропы   | Гр    | Флаг Венгрии           | Веспрем           | 2-2       |
| 1995  | Кубок Интертото | Гр    | Флаг Германии          | Айнтрахт          | 2-1       |
| 1995  | Кубок Интертото | Гр    | Флаг Болгарии          | Спартак (Пловдив) | 0-3       |
| 1995  | Кубок Интертото | Гр    | Флаг Греции            | Ираклис           | 3-0       |
| 1995  | Кубок Интертото | Гр    | Флаг Литвы (1989—2004) | Панерис (Вильнюс) | 1-1       |
| 1995  | Кубок Интертото | 1/8   | Флаг Франции           | Страсбур          | 4-0       |